# Eszes Jess
Az Eszes Jess (eredeti cím: Guess with Jess) angol–kanadai televíziós 3D-s számítógépes animációs sorozat. Az Egyesült Királyságban és Kanadában a CBeebies, a RTÉ Two, a Treehouse TV és a Qubo vetítette, Magyarországon az M2, a Minimax és a JImJam sugározta.

## Ismertető
Jess a sorozat főhőse, aki Patrick postás macskája. Ebben a történetben már beszélni is tud és arra ösztönzi a nézőket, hogy a kérdéseikre megtalálják a választ. Jess a kíváncsi fekete-fehér kiscica és a farmon élő barátai történetei tanulságosak. Maguk körül, felfedezik a nagy világot. Megtanulják azt is, hogyha a kérdésekre megkeresik a megfelelő válaszokat, az akár lehet egy jó móka is.

## Szereplők
- Jess – A fekete-fehér macska, aki Postás Pat macskája. Ebben a történetben a főhős és már beszélni is tud.
- Horace – A béka, aki egy tóparton él és egy nagy szemüveget hord. Szeret társaival együtt zenélni.
- Joey – Jinx ikerpárja, aki egy fiúkölyökkutya. Egy kék gallérja van. Szeret nővérével a farmon futni.
- Jinx – Joey ikerpárja, aki egy lánykölyökkutya. Egy rózsaszín gallérja van. Fején egy virágot is hord. Szeret öccsével a sárban gurulni és a pocsolyák fölött ugrálni.
- Mimi – A rózsaszínű nyúl. A ketrecében él és élvezi az olyan dolgokat, amik az iparművészethez tartoznak.
- Bee – A juh, akinek egy kék gyapjúsapkája van és egy kék-fehér sálja. Billie-vel van mindig, akivel fent él Boglárkaréten. Képes arra, hogy másoknál több dologtól féljen. Különösen utálja ha víz folyik rá, mert sokáig vizes marad a gyapjúja.
- Willow – A barna-fehér színű póni. Bölcsként cselekszik. A fűzfa mellett, megosztja az istállóját a két kölyökkutyával, Joey-val és Jinx-szel.
- Billie – A mezei pocok. Gyakran együtt van Bee-vel. Útja során kalapot visel. Van egy nagyítója és egy távcsöve, amivel bizonyos esetben azt vizsgálja, hogy mi a kérdés a jelenlegi válaszra.

## Magyar hangok
- Jess – Baráth István
- Mimi – Vágó Bernadett
- Joey – Pálmai Szabolcs
- Jinx – Bogdányi Titanilla
- Baa – Seder Gábor
- Willow – Roatis Andrea
- Billie – Joó Gábor
- Horace – Moser Károly
- ének – Szalay Csongor
- felolvasó – Seder Gábor

## Epizódok
1. Hogyan készítsünk hajót?
2. Mit tegyünk a hideg ellen
3. Mi történt Chloe hernyóval?
4. Mikor térnek vissza a színek az égre?
5. Kit hallottam a nagy odvas farönkben?
6. Mit kezdjünk Mimi szemetével?
7. Ki szeretne Bee-hez költözni?
8. Miért mennek a hangyák Mimihez?
9. Miért sző hálót a pók?
10. Hogyan lesz a kintből bent?
11. Minek örülök a legjobban tavasszal?
12. Hogyan bújjak el, hogy meg ne találjanak?
13. Miért készítenek mézet a méhek?
14. Mikor mondja a bagoly hogy huhú?
15. Hová tűnt a pocsolyám?
16. Miért tűnt el az árnyékom?
17. Mikor tér vissza a víz?
18. Hogyan fessük zöldre a békatutajt?
19. Hová lett a tollam?
20. Hová tűntek a csillagok?
21. Hogyan muzsikáljunk Miminek?
22. Hogyan találjuk meg Sammy csigát?
23. Miért nem repül a sárkányom?
24. Hogyan került a pitypangmag Mimi kertjébe?
25. Mi ez a dörgedelmes zaj?
26. Mikor jön meg a hó?
27. Mitől nő magasra a bab?
28. Miért gömbölyödik össze a süni?
29. Mitől lesz a virágos kert gyönyörű szép?
30. Miért vannak földkupacok a gyümölcsösben?
31. Miért gyűlnek össze a katicák?
32. Mi védi meg a magokat a kismadártól?
33. Hogyan lehet fel-le hintázni a mérleghintán?
34. Mire jók a kiránduláskor gyűjtött kincsek?
35. Mitől lesz a barack puha?
36. Mit tegyünk, hogy Billie ne fázzon?
37. Miből lehet jó pillangólest építeni?
38. Hogy lehetnék gyorsabb mint Joey és Jinx?
39. Mit együnk reggelire a szüret napján?
40. Melyik kalapot vegye fel Mimi?
41. Mi a baja a facsemetének?
42. Hogyan hűtsük le magunkat?
43. Mi az a fura kis állat a tóban?
44. Mi véd meg az esőtől Horace koncertjén?
45. Mitől érzi magát jól a tóban Kevin a ponty?
46. Mivel díszítsük fel a karácsonyfát?
47. Mitől megy messzebbre a kis kocsi?
48. Mivel foltozzuk be Bee itatóját?
49. Mi az a bolyhos, zöld valami?
50. Hogy találhatnám meg a barátaimat?
51. Ki ásta el a makkot a fa tövénél?
52. Hogy utánozzam a barna madár hangját?